# Handelsroute over de Wolga

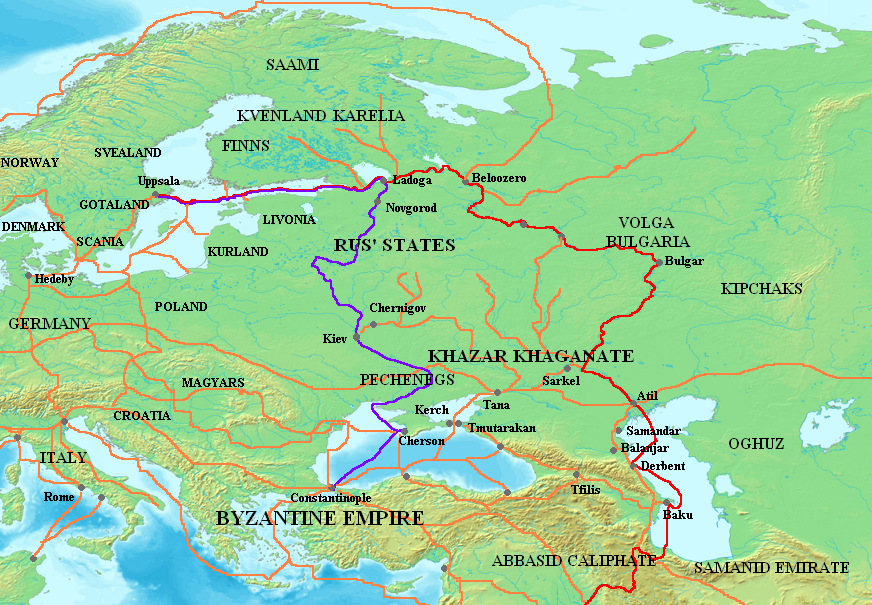
Handelsroutes van de Vikingen
In rood de route over de Wolga
In blauw de route over de Dnjepr

De handelsroute over de Wolga verbond in de middeleeuwen Noord-Europa en Noordwest-Rusland via de Wolga met de Kaspische Zee. De Varjagen gebruikten deze route voor de handel met islamitische landen aan de zuidelijke oever van de Kaspische Zee, soms zover als Bagdad. De route functioneerde gelijktijdig met de handelsroute over de Dnjepr, beter bekend als de handelsroute van de Varjagen naar de Grieken, en verloor haar belang in de 11e eeuw.

## Ontstaan
De handelsroute over de Wolga werd opgericht door de Varjagen, Vikingen die zich in het begin van de 9e eeuw in Noordwest-Rusland vestigden en daar bekend werden als de Roes. Ongeveer zes mijl ten zuiden van de monding van de Volchov in het Ladogameer vestigden zij een nederzetting genaamd Ladoga (Oudnoords: Aldeigjuborg).
Archeologische bewijzen tonen al vanaf het einde van de 8e eeuw handelsactiviteiten van de Roes langs de Wolga. De oudste en rijkste vondsten van Arabische munten in Europa werden op het grondgebied van het huidige Rusland ontdekt, met name langs de Wolga bij Timerjovo in de oblast Jaroslavl. Een muntschat gevonden bij Peterhof in de buurt van Sint-Petersburg bevat twintig munten met graffiti in het Arabisch, Turks schrift (waarschijnlijk Chazaars), Grieks en Oudnoords runenschrift, de laatste nemen meer dan de helft van het totaal in beslag. Deze munten zijn onder Sassanidische, Arabische, en Arabo-Sassanidische dirhams, welke laatste gedateerd zijn tot 804-805.

## Beschrijving

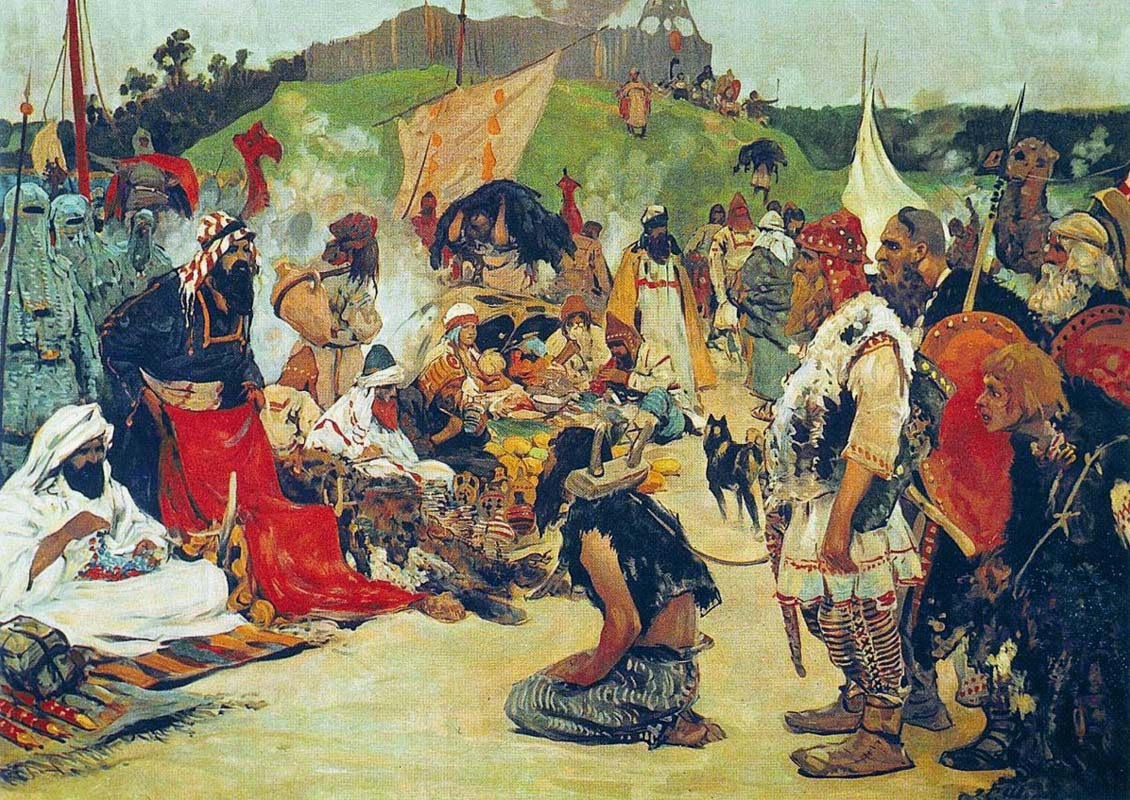
Handelaren in het land der oostelijke Slaven; schilderij van Sergej Ivanov

Van Aldeigjuborg voeren de Roes over de Volchov naar Novgorod, vervolgens via het Ilmenmeer verder over de Lovat. Via een overtoom bereikten ze de bovenloop van de Wolga. Een andere route voerde via de Svir en het Onegameer naar Beloozero en vandaar naar de bovenloop van de Wolga. De handelaren brachten bont, honing, en slaven door het land van de Finse stammen naar Wolga-Bulgarije. Van daaruit gingen ze verder over de Wolga naar het Rijk der Chazaren, waarvan de hoofdstad Atil een drukke overslagplaats aan de oever van de Kaspische Zee was. Van Atil reisden de Roes overzee naar de zuidkust en het begin van de karavaanroutes naar Bagdad.
Rond 885-886 schreef ibn Khordadbeh over de handelaren der Roes die goederen vanuit Noord-Europa en Noordwest-Rusland naar Bagdad vervoerden:

[Ze] vervoeren beverhuiden, vachten van de zwarte vos en zwaarden uit de verste uithoeken van de Saqaliba [Slaven] naar de Zee van Roem [Zwarte Zee]. De heerser van Roem [Byzantijnse Rijk] neemt een tiende van hen. Als ze dat willen, gaan ze naar de rivier Tnys [Don], Yitil [Wolga], of Tin [Seversky Donets?], de rivier van de Saqaliba. Ze reizen naar Chamlidj, de stad van de Chazaren wiens heerser een tiende van hen neemt. dan begeven ze zich naar de Zee van Djoerdjan [Kaspische Zee] en landen op welke oever ze willen.

...

Soms vervoeren ze hun goederen van Djoerdjan per kameel naar Bagdad. Saqlab-slaven vertolken voor hen. Ze beweren dat ze christenen zijn en betalen de djizja.

De Perzische geograaf ibn Rustah beschreef de Roes langs de Wolga:

Ze varen met hun schepen om de as-Saqaliba [de Slaven] te plunderen, en verkrijgen zo gevangenen die ze verkopen in Chazaran en Bolghar [Boelgar] ... Ze hebben geen landgoederen, dorpen of gebieden; hun enige bedrijf is de handel in sable, eekhoorn, en ander bont, en het geld dat ze verdienen met deze transacties bergen ze op in hun gordels. Hun kleren zijn schoon en de mannen tooien zich met gouden armbanden. Ze behandelen hun slaven goed, en ze dragen prachtige kleren, omdat ze de handel met grote energie bedrijven.

In 921-922 maakte ibn Fadlan deel uit van een diplomatieke delegatie van Bagdad naar de Wolga-Bulgaren. Hij deed verslag van zijn persoonlijke observaties over de Roes van het Wolgagebied. Zijn verslag bevat een gedetailleerde beschrijving van de gebeden en offers van de Roes voor succes in de handel:

Na hun schepen voor anker gelegd te hebben gaat elke man aan wal, brood, vlees, uien, melk en nabid [bier?] dragend, en deze brengt hij naar een grote houten staak met een gezicht als dat van een mens, omringd door kleinere beelden, met daarachter hoge palen in de grond gestoken. Iedere man werpt zelf neer voor de grote staak en roept uit: "O Heer, ik kom uit afgelegen landen met zo veel jonge vrouwen, zoveel sabelbont (of welke andere handelswaar hij ook draagt). Ik breng u nu dit offer". Hij presenteert dan zijn giften en vervolgt: "Stuur mij een handelaar met vele dinaren en dirhams, die winstgevend met mij zal handelen zonder al te veel afdingen". Dan trekt hij zich terug. Indien hierna de handel niet snel oppakt en goed verloopt, keert hij terug naar het standbeeld om verdere geschenken te presenteren.
Als de resultaten traag blijven, presenteert hij vervolgens geschenken aan de kleinere beelden en vraagt hun bemiddeling, zeggende: "Dit zijn de echtgenotes, dochters en zonen van onze Heer".
Vervolgens pleit hij op hun beurt voor elk figuur, hen smekend om voorbede en zich voor hen vernederend. Vaak pakt de handel op, en hij zegt: "Mijn Heer heeft aan mijn behoeften voldaan, nu is het mijn plicht hem terug te betalen". Hierop offert hij geiten of runderen, sommige waarvan hij als aalmoes verdeelt. De rest legt hij voor de standbeelden, groot en klein,
en de koppen van de dieren plaatst hij op de staken. Na het donker komen natuurlijk de honden en verslinden dit alles, en de succesvolle handelaar zegt: "Mijn Heer is tevreden met mij, en heeft mijn offer gegeten".

Elders schrijft hij:

Elke vrouw draagt op haar boezem een doos van ijzer, zilver, koper, of goud; omvang en materiaal daarvan zijn afhankelijk van de rijkdom van haar man. Gehecht aan de doos is een ring met daaraan haar mes welke ook aan haar boezem verbonden is. Om haar hals draagt ze gouden of zilveren ringen; wanneer een man 10.000 dirham vergaart geeft hij zijn vrouw een gouden ring;
als hij 20.000 vergaart geeft hij haar twee; en zo de vrouw een nieuwe ring voor elke 10.000 dirham die haar echtgenoot verwerft, en een vrouw heeft vaak veel van deze ringen. Hun mooiste ornamenten zijn groene kralen gemaakt van klei. Ze doen veel moeite om deze te krijgen; voor één dirham verkrijgen zij één zo'n kraal en ze rijgen deze tot kettingen voor hun vrouwen.

## Neergang
De handelsroute over de Wolga verloor in de 11e eeuw haar belang door de daling van de zilverproductie in het kalifaat van de Abbasiden. Hierdoor won de handelsroute van de Varjagen naar de Grieken, die over de Dnjepr naar de Zwarte Zee en het Byzantijnse Rijk liep, aan belang.
De IJslandse saga Yngvars saga víðförla beschrijft een expeditie omstreeks 1041 door Zweden onder leiding van Ingvar Vittfarne (Ingvar de ver-reizende) over de Wolga naar de Kaspische Zee en verder naar het land van de Saracenen (Serkland). De expeditie was niet succesvol, en daarna werden geen pogingen meer ondernomen om de route tussen de Oostzee en de Kaspische Zee te heropenen.
De handelsroute over de Wolga speelde nog een belangrijke rol in de interne handel van de Gouden Horde en later tussen het Grootvorstendom Moskou en de Tataarse kanaten. Sommige Russische handelaren reisden nog verder, zoals Afanasi Nikitin die in 1466 uit Tver over de Wolga naar Astrachan voer, de Kaspische Zee overstak, en uiteindelijk Perzië en India bereikte.
Na de verovering van Kazan (1552) en Astrachan (1556), waarbij haar gehele lengte onder Russische controle kwam, nam het belang van de Wolga als internationale handelsroute af.